# Liste der Bodendenkmäler in Salzweg
Auf dieser Seite sind die Bodendenkmäler in der niederbayerischen Gemeinde Salzweg zusammengestellt. Diese Tabelle ist eine Teilliste der Liste der Bodendenkmäler in Bayern. Grundlage ist die Bayerische Denkmalliste, die auf Basis des Bayerischen Denkmalschutzgesetzes vom 1. Oktober 1973 erstmals erstellt wurde und seither durch das Bayerische Landesamt für Denkmalpflege geführt wird. Die folgenden Angaben ersetzen nicht die rechtsverbindliche Auskunft der Denkmalschutzbehörde.

## Bodendenkmäler der Gemeinde Salzweg

### Bodendenkmäler in der Gemarkung Salzweg
| Lage               | Objekt | Akten-Nr.     | Bild |
| ------------------ | --- | ------------- | ---- |
| Salzweg (Standort) | Rechteckige Wallanlage vor- und frühgeschichtlicher Zeitstellung.                                                                                     | D-2-7346-0015 |      |
| Salzweg (Standort) | Teilabschnitt der vereinigten Bergreichensteiner, Winterberger und Prachatitzer Zweige des mittelalterlich-frühneuzeitlichen Altweges Goldener Steig. | D-2-7346-0176 |      |
| Salzweg (Standort) | Teilabschnitt der vereinigten Bergreichensteiner, Winterberger und Prachatitzer Zweige des mittelalterlich-frühneuzeitlichen Altweges Goldener Steig. | D-2-7346-0178 |      |

### Bodendenkmäler in der Gemarkung Straßkirchen
| Lage                    | Objekt | Akten-Nr.     | Bild |
| ----------------------- | --- | ------------- | ---- |
| Straßkirchen (Standort) | Siedlung vor- und frühgeschichtlicher Zeitstellung. | D-2-7346-0017 |      |
| Straßkirchen (Standort) | Siedlung der frühen bis mittleren Bronzezeit und der Latènezeit. | D-2-7346-0018 |      |
| Straßkirchen (Standort) | Untertägige mittelalterliche und frühneuzeitliche Befunde und Funde im Bereich der Katholischen Pfarrkirche St. Ägidius von Straßkirchen und ihrer Vorgängerbauten mit aufgelassenem historischen Ortsfriedhof. Siehe auch: St. Ägidius (Straßkirchen) | D-2-7346-0053 |      |
| Straßkirchen (Standort) | Teilabschnitte der vereinigten Bergreichensteiner, Winterberger und Prachatitzer Zweige des mittelalterlich-frühneuzeitlichen Altweges Goldener Steig.                                                                                                 | D-2-7346-0175 |      |
| Straßkirchen (Standort) | Teilabschnitt der vereinigten Bergreichensteiner, Winterberger und Prachatitzer Zweige des mittelalterlich-frühneuzeitlichen Altweges Goldener Steig.                                                                                                  | D-2-7346-0177 |      |